# Никиткин, Алексей Тимофеевич
Алексей Тимофеевич Никиткин (1922—1945) — участник Великой Отечественной войны, командир отделения 615-го стрелкового полка (167-я стрелковая дивизия, 38-я армия, 1-й Украинский фронт), сержант. Герой Советского Союза.

## Биография
Родился в 1922 году в селе Церлево Елатомского уезда Тамбовской губернии в семье крестьянина. Русский. Окончил 6 классов. Работал слесарем.
В Красной Армии — с 1941 года. По окончании курсов младших командиров — в 1942 году назначен командиром отделения пешей разведки 615-го стрелкового полка 167-й стрелковой дивизии. Член ВКП(б) с 1943 года.
В конце 1943 года 167-я стрелковая дивизия подошла к Днепру. В ночь на 28 октября Никиткин с группой разведчиков успешно переплыл Днепр и, проведя разведку, благополучно вернулись в свой полк. Спустив на воду подготовленные сапёрами лодки, передовые роты полка через час высадились на правом берегу Днепра и завязали бой за Вышгород (ныне Киевская область Украины). Через несколько часов гитлеровцы были выбиты из города. Захваченный плацдарм сыграл важную роль в подготовке и проведении наступательной операции по освобождению Киева. Одним из первых в столицу Украины ворвались разведчики Алексея Никиткина.
Указом Президиума Верховного Совета СССР «О присвоении звания Героя Советского Союза генералам, офицерскому, сержантскому и рядовому составу Красной Армии» от 10 января 1944 года за «образцовое выполнение боевых заданий командования на фронте борьбы с немецко-фашистскими захватчиками и проявленные при этом отвагу и геройство» удостоен звания Героя Советского Союза с вручением ордена Ленина и медали «Золотая Звезда» (медаль № 4229).
Участвовал в боях за освобождение Чехословакии и Польши. Весной 1945 года 167-я стрелковая дивизия в районе Пьяскова Поляна попала в окружение. В тяжёлых и неравных боях части дивизии понесли тяжёлые потери. Погиб 2 апреля 1945 года.
Похоронен в городе Бельско (Польша) на военном кладбище (площадь Святого Николая).

## Память
- Одна из улиц в посёлке Чучково носит имя А. Т. Никиткина.
- На одной из плит мемориального комплекса в посёлке Чучково увековечено имя Героя.

## Награды
- Орден Ленина.
- Медали.